# Osman Karakoç
Osman Karakoç (* 29. April 1984 in Diyarbakır) ist ein türkischer Schauspieler.

## Leben und Karriere
Osman Karakoç wurde am 29. April 1984 in Diyabakır geboren. Er studierte an der Bilkent Üniversitesi. Danach setzte er sein Studium an der Universität Ankara fort. Sein Debüt gab er 2008 in der Fernsehserie Unutma Beni. Außerdem spielte er 2011 in dem Film Gelecek Uzun Sürer die Hauptrolle. Anschließend wurde Karakoç 2016 für die Serie N'olur Ayrılalım gecastet.
Von 2016 bis 2018 trat er in Aşk ve Mavi auf. Unter anderem bekam er eine Rolle in der Serie Elbet Bir Gün. 2023 war er in dem Fernsehfilm Fatih Sultan Mehmed: Yeni Çag zu sehen.

## Filmografie
Filme
- 2011: Gelecek Uzun Sürer
- 2023: Fatih Sultan Mehmed: Yeni Çag

Serien
- 2008–2016: Unutma Beni
- 2016: N'olur Ayrılalım
- 2013: Bir Yastıkta
- 2016–2018: Aşk ve Mavi
- 2021: Elbet Bir Gün